# Rundskop
Bullhead (Holandês: Rundskop) é um filme belga de 2011 do gênero drama. Foi escrito e dirigido por Michaël R. Roskam e estrelado por Matthias Schoenaerts.
Foi indicado ao Oscar 2012 na categoria de Melhor Filme Estrangeiro, mas perdeu para A Separação.

## Sinopse
O jovem criador de bois de Limburgo, Jacky Vanmarsenille, é abordado por um veterinário sem escrúpulos para fazer uma negociata com um comerciante de carne de Flandres Ocidental. Mas o assassinato de um policial federal, e um inesperado confronto com um misterioso segredo do passado de Jacky, deflagram uma cadeia de eventos de grande alcance.

## Elenco
- Matthias Schoenaerts ... Jacky Vanmarsenille
- Jeroen Perceval ... Diederik Maes
- Jeanne Dandoy ... Lucia Schepers
- Barbara Sarafian ... Eva Forrestier
- Tibo Vandenborre ... Anthony De Greef
- Frank Lammers ... Sam Raymond
- Sam Louwyck ... Marc de Kuyper

## Prêmios e indicações
Oscar (2012)
- Indicado: Melhor Filme Estrangeiro

César (2013)
- Indicado: Melhor Filme Estrangeiro

Chlotrudis Awards  (2013)
- Indicado:
- Melhor Filme
- Melhor Ator - Matthias Schoenaerts
- Melhor Diretor - Michaël R. Roskam

Palm Springs International Film Festival (2012)
- Venceu:
- Melhor Ator - Matthias Schoenaerts
- Diretor Para Ver - Michaël R. Roskam

Austin Fantastic Fest (2011)
- Venceu:
- Melhor Filme
- Melhor Ator - Matthias Schoenaerts
- Melhor Diretor - Michaël R. Roskam

Motovun Film Festival (2011)
- Venceu: Melhor Filme

Molodist International Film Festival (2011)
- Indicado: Grand Prix

Hamptons International Film Festival (2011)
- Indicado: Golden Starfish Award

Stockholm Film Festival  (2011) 
- Indicado: Bronze Horse